# جريز فان (الوضيع)

تعديل مصدري - تعديل

جريز فان هي إحدى قرى عزلة  الوضيع بمديرية الوضيع التابعة لمحافظة أبين، بلغ تعداد سكانها 432 نسمة حسب تعداد اليمن لعام 2004.